# Frank Roberts
Frank Roberts (ur. 2 października 1873, zm. 23 maja 1961) – angielski piłkarz, który występował na pozycji napastnika.

## Kariera klubowa
Karierę klubową rozpoczął w Crewe Alexandra, skąd w 1914 został sprzedany do Bolton Waderers za 200 funtów. Jako zawodnik Boltonu strzelił 79 bramek. W październiku 1922 przeszedł do Manchesteru City za 3400 funtów.
W barwach nowego klubu zadebiutował 21 października 1922 w wyjazdowym meczu z Preston North End. W sezonie 1924/1925 został królem strzelców Division One, zdobywając 31 bramek w 38 meczach. W 1926 zagrał w finale Pucharu Anglii, w którym Manchester City przegrał z Bolton Wanderers 0:1. W czerwcu 1929 przeszedł do Manchester Central, a karierę kończył w amatorskim Horwich RMI.

## Mecze i gole w reprezentacji
Frank Roberts w reprezentacji Anglii zadebiutował 8 grudnia 1924, w meczu przeciwko reprezentacji Belgii. W sumie, w kadrze wystąpił cztery razy i zdobył dwa gole.
| #  | Data            | Miejsce       | Mecz             | Wynik | Bramki | Rozgrywki                 |
| -- | --------------- | ------------- | ---------------- | ----- | ------ | ------------------------- |
| 1. | 8 grudnia 1924  | The Hawthorns | Anglia - Belgia  | 4:0   |        | mecz towarzyski           |
| 2. | 28 lutego 1925  | Vetch Field   | Walia - Anglia   | 1:2   |        | British Home Championship |
| 3. | 4 kwietnia 1925 | Hampden Park  | Szkocja - Anglia | 2:0   |        | British Home Championship |
| 4. | 21 maja 1925    | Colombes      | Francja - Anglia | 2:3   |        | mecz towarzyski           |